# Wyatt (Missouri)
Wyatt és una població dels Estats Units a l'estat de Missouri. Segons el cens del 2000 tenia 364 habitants.

## Demografia
Segons el cens del 2000, Wyatt tenia 364 habitants, 163 habitatges, i 108 famílies. La densitat de població era de 122,2 habitants per km².
Dels 163 habitatges en un 28,2% hi vivien nens de menys de 18 anys, en un 47,9% hi vivien parelles casades, en un 13,5% dones solteres, i en un 33,7% no eren unitats familiars. En el 30,7% dels habitatges hi vivien persones soles el 20,9% de les quals corresponia a persones de 65 anys o més que vivien soles. El nombre mitjà de persones vivint en cada habitatge era de 2,23 i el nombre mitjà de persones que vivien en cada família era de 2,69.
Per edats la població es repartia de la següent manera: un 22,3% tenia menys de 18 anys, un 8% entre 18 i 24, un 22,8% entre 25 i 44, un 24,7% de 45 a 60 i un 22,3% 65 anys o més.
L'edat mediana era de 42 anys. Per cada 100 dones de 18 o més anys hi havia 86,2 homes.
La renda mediana per habitatge era de 19.444 $ i la renda mediana per família de 21.528 $. Els homes tenien una renda mediana de 20.750 $ mentre que les dones 18.750 $. La renda per capita de la població era de 13.646 $. Entorn del 19,6% de les famílies i el 20,2% de la població estaven per davall del llindar de pobresa.

## Poblacions més properes
El següent diagrama mostra les poblacions més properes.